# Sibilance
La sibilance est un sifflement respiratoire perçu à l'auscultation pulmonaire. À distance du patient, à l'oreille, on parle de sifflement respiratoire ou de wheezing (même si le terme wheezing a les deux sens en anglais). Il est le signe d'une gêne respiratoire qui peut être due à la présence d'un corps étranger dans les voies respiratoires ou à des maladies obstructives comme l'asthme ou la BPCO. La réduction du calibre des voies aériennes joue le rôle de « sifflet ». On parle alors de « râles sibilants ».
Selon le niveau de la gêne respiratoire, la sibilance n'apparaîtra pas au même temps respiratoire. Si la gêne a lieu aux niveaux des bronches comme dans le cas de l'asthme, la sibilance apparaîtra à l'expiration. Si elle a lieu au niveau des voies aériennes supérieures comme dans le cas de la laryngite, la sibilance apparaîtra au moment de l'inspiration. Enfin, si la gêne est située au niveau de la trachée, la sibilance sera présente aux deux temps.
Un sibilant est un signe physique en sémiologie respiratoire. Il fait partie des râles bronchiques et se caractérise par un sifflement à l'auscultation pulmonaire. Les sibilants sont audibles lors du rétrécissement de calibres des petites bronches. Lorsque l'air tente de sortir au cours de l'expiration, il se produit un sifflement. Les sibilants peuvent être audibles du patient et de son entourage lorsqu'ils sont intenses.
L'asthme est une affection caractérisée par ce signe physique, mais toutes affections des bronches de petit calibre peuvent se caractériser par des sibilants, on parle alors d'affections asthmatiformes. Les bronchites et les bronchiolites quels qu'en soient les agents causaux peuvent se manifester par des sibilants.
À l'audition, les sibilants sont des bruits continus, aigus et généralement polyphoniques (comprenant plusieurs fréquences).